# 精密減速機RV
精密減速機RVは、内歯にピン歯車を外歯にトロコイド系歯車を用いた「偏心差動方式」減速機の前段に平歯車減速機を設けた2段減速型減速機である。
トロコイド系歯形を用いた１枚差内接式遊星歯車機構における、偏心回転運動入力機構に一段平歯車減速された2本または3本のクランク軸を用いる点が、従来の「偏心差動方式」減速機と大きく異なり、機構上の特徴となっている

## 歴史
- 精密減速機RVは、1985年に開発された。当時ロボットが抱えていた衝突時の減速機破損問題や、ロボット動作時の振動問題を解決することを目指し、様々な減速機構を検討する中で、油圧ショベル用走行モータ（油圧モータ＋減速機）に採用していた減速機構が耐衝撃性に優れていることから、これを高精度化してロボット用に適用することで誕生した。

## 機構
- 精密減速機RVの製品名はロータ・ベクターを意味し、機構の特徴を表すベクトル（＝力）が回転（ロータ）することに由来し名付けられた。
- 精密減速機RVは、第１減速部に平歯車、第２減速部には、外歯にエピトロコイド歯車、内歯にピン歯車を有した偏心揺動型の2段減速機構である。

## 特徴
- トロコイド系歯車による一枚差内接遊星機構

　　コンパクト・入出力軸同心
　　第2減速部で大減速できる
　　歯元が太く丈夫で折損の問題がなく、内歯歯車（ピン歯車）と外歯歯車（トロコイド歯車）の同時かみ合い数が理論上180度ｘ２枚と多く衝撃に強い。
- 2段減速機構

　　振動特性において第1減速部により共振回転数をはるかに高くすることができ、特にロボットアームで問題となる低速時の振動をなくすことができる。
　　減速機の慣性が小さく、駆動モータの小型化が可能である。
　　第1減速部の減速比を変えることにより広範囲の減速比が得えることができ、低速から高速まで幅広い用途に対応可能である。
- 両持ち支持機構

　　ねじり剛性が高く、荷重付加状態での位置決め精度が必要な用途に適している。
　　剛性が高いので、トルク伝達部が片当たりせず過負荷に耐えることができ、衝撃荷重に強い。
- 転がり軸受構造

　　ピン歯車のピン支持部を除き転がり接触するため効率が高く、駆動モータの小型化が可能である。